# Der Kaiser von Schexing/Episodenliste
Diese Episodenliste umfasst alle Episoden der deutschen Fernsehserie Der Kaiser von Schexing, sortiert nach der deutschen Erstausstrahlung. Die Fernsehserie umfasst derzeit 5 Staffeln mit 50 Episoden.

## Episodentitel
Die Episodenbezeichnung weicht in manchen Internetquellen von der offiziellen Bezeichnung (DVD-Kaufversion im Inhaltsverzeichnis und im Vorspann) ab. IMDb gibt die Titel für die ersten beiden Staffeln mit einer Ausnahme so wieder, wie sie auch in der DVD-Kaufversion zu finden sind. Ein schöner Abend wird dort als eine Folge gezählt, die DVD-Version führt die Doppelfolge als Folge 1 und 2. Die Folgen der ersten beiden Staffeln sind durchlaufend nummeriert, die Folge Traumtänzer der zweiten Staffel wird in der Kaufversion als Folge 13 geführt.
Ab der dritten Staffel werden in online-Datenbanken in der Regel zwei Folgen zu einer zusammengefasst und meist unter dem Namen der jeweils ersten Folge geführt. Die offizielle DVD-Kaufversion des Bayerischen Rundfunks hat jedoch statt den online oft angegebenen fünf (Staffel 3 und 4) zehn  bzw. statt vier (Staffel 5) acht Folgen. Diese sind sowohl im Inhaltsverzeichnis als auch im DVD-Menü hinterlegt und haben jeweils die übliche Länge von etwa 25 Minuten. Da laut Online-Datenbanken immer die übernächste Folge bereits eine Woche später zum ersten Mal im Fernsehen gezeigt wurde, müssen an einem Tag zwei Folgen gezeigt worden sein. Ob die Folgen als zusammengeschnittene Doppelfolge oder als zwei separate Folgen hintereinander gezeigt wurden, ist nicht bekannt.
Die Episodenliste orientiert sich am Inhaltsverzeichnis der offiziellen DVD-Kaufversion des Bayerischen Rundfunks.

## Erste Staffel
| Nr. (ges.) | Nr. (St.) | Originaltitel                   | Zusammenfassung | Erstausstrahlung | Gastdarsteller |
| ---------- | --------- | ------------------------------- | --- | ---------------- | --- |
| 1+2        | 1.01      | Ein schöner Abend (Doppelfolge) | Neujahrsempfang in der Gemeinde Schexing und zugleich der erste Auftritt von Andi Kaiser als neuer Bürgermeister. Eigentlich von Kämmerer Nelz als Marionette in das Amt des Bürgermeisters gebracht, entwickelt Kaiser zum Leidwesen des Kämmerers eine unerwartete Eigeninitiative in seinem neuen Amt. Kaiser bestellt beim Hummelwirt ein teures Buffet, um „Glanz in die Hütte“ zu bringen. Mit Hilfe von Eugen Gänselmayr aus dem Bau- und Ordnungsamt gelingt es Nelz immerhin, einen Nachtragshaushalt wegen des teuren Buffets zu vermeiden. Sophie und Anni Hummel haben beim Umbau ihrer Gaststätte gegen Bauauflagen verstoßen, im Gegenzug für Stillschweigen der Gemeinde spenden diese das Buffet. | 28. Feb. 2008    | Patricia Aulitzky als Freundin vom alten Schex, Gisela Fiori als Erna Massinger und Horst Kummeth als Landrat Gabriel Herbst                                                        |
| 3          | 1.03      | Ein Bauerntheater               | Als Traudl Meir und Lydia Hell morgens in die Gemeinde kommen, steht im Durchgang ein Anhänger voller Mist. Es stellt sich heraus, dass der Finsterer Walter – ein ehemaliger Landwirt – den Mist zur Gemeinde gebracht hat. Er beruft sich auf ein Schreiben der Gemeinde vom 14. Oktober 1834, nach der alle Bauern, die eigene Brunnen haben, eine Wasserabgabe in Form von Mist leisten müssen. Kämmerer Nelz hingegen argumentiert, dieser Vertrag sei „zehn Jahre nach dem Krieg“ in eine Wasserabgabe umgewandelt worden. Da die Gemeinde die Wasserabgabe von 25 auf 100 Euro erhöht hatte, will Finsterer aber nun seine Wasserabgabe wieder „in Mist zahlen“. | 15. Feb. 2008    | Andreas Bittl als Finsterer Walter |
| 4          | 1.04      | Kaiserstunde                    | Bürgerstunde in der Gemeinde Schexing. Anders als alle seine Vorgänger nimmt Andi Kaiser ebenfalls teil. Kämmerer Nelz muss sich widerwillig mit Frau Nerlinger wegen ihrer Zahlungsrückstände auseinandersetzen, Ordnungsamtsleiter Gänselmayr mit Herrn Zeder, der seine Frau auf dem Friedhof ausgraben wollte und Bürgermeister Kaiser erneut mit dem Finsterer Walter wegen der vom alten Schex geplanten Brunnengemeinschaft. Die „Grabschändung“ des Herrn Zeder löst Kaiser kreativ und auch der Finsterer Walter zahlt brav seine Wasserabgabe, nachdem ihm Kaiser vorgerechnet hat, wie teuer ihn die Baumaßnahmen der Brunnengemeinschaft kosten würden. Am Ende entscheidet Kaiser im Beisein von Reporterin Raschke, jeden Tag am Morgen eine Sprechstunde für seine Bürger – die sog. Kaiserstunde – einzurichten. | 22. Feb. 2008    | Veronika Neugebauer als Frau Nerlinger, Claus Steigenberger als Herr Zeder und Andreas Bittl als Finsterer Walter                                                                   |
| 5          | 1.05      | Ja, ich will                    | Herr und Frau Pickl sitzen bei Rosi Specht im Standesamt und streiten sich über den Namen ihres neugeborenen Kindes. Der Namenswunsch der Mutter – Travis Montgomery – bringt Bürgermeister Kaiser ins Schwärmen von Montgomery Clift. Er mischt sich prompt in den Vorgang ein und schlägt zum Entsetzen von Specht einen „Notnamen“ als Übergangslösung vor, bis sich die Eltern über den richtigen Namen einig sind. Dann taucht auch noch Kaisers Freund „Schorschi“ Hattinger mit seiner Braut auf, die er im Urlaub in Georgien kennengelernt hat und nun sofort heiraten möchte. Als Problem erweist sich jedoch, dass die Hochzeit auf der Stelle passieren soll und Tamara außer „Ja, ich will!“ kein Wort Deutsch spricht. Woraufhin Kaiser der Standesamtsleiterin Specht „eine Art Nothochzeit“ vorschlägt. | 29. Feb. 2008    | Sonja Bastian als Franziska Pickl, Florian Odendahl als Alfons Pickl, Jockel Tschiersch als Georg Hattinger und Nino Wijnbergen-Shatberashvili als Tamara Tschawtschawadze          |
| 6          | 1.06      | Rückkoppelung                   | Hausmeister Pospischil installiert am frühen Morgen im Auftrag des Bürgermeisters eine neue Zugangskontrolle mit Videoüberwachung und Gegensprechanlage. Bauamtsleiter Fellermeier empfiehlt ihm dringend, einen Fachmann zu beauftragen. Pospischil besteht jedoch darauf, die Arbeiten selbst durchzuführen, denn auch an seiner elektrischen Eisenbahn sei alles „self-made“. Als Fellermeier auf der Suche nach dem Sicherungskasten ist, stößt er im dunklen Empfangszimmer auf die schlafende Maria Boxleitner. Die Witwe des Lageristen bewohnte bisher eine Wohnung im alten Lagerhaus der Gemeinde. Nach dem Verkauf an einen Bauträgers soll dort ein Supermarkt entstehen. Damit die alte Frau ihre Wohnung räumt, wurde ihr der Strom abgestellt. Kaiser durchkreuzt jedoch den Plan. Er beantragt Denkmalschutz für das Gebäude und will es für Sozialwohnungen renovieren lassen. Maria Boxleitner soll dort wieder einziehen und der Supermarkt sich im Gewerbegebiet der Gemeinde ansiedeln. | 7. März 2008     | Enzi Fuchs als Maria Boxleitner und Leo Reisinger als Günther Haimerl |
| 7          | 1.07      | Schau, was ich kann             | Dicke Luft in der Gemeinde Schexing. Nach einem Wintereinbruch hat Bürgermeister Kaiser die Feuerwehr zur Unterstützung des Bauhofs angefordert. Kommandant Aschenbrenner beißt mit der Rechnung für den Einsatz bei Kämmerer Nelz und Geschäftsführerin Specht auf Granit, denn der Schnee wäre die Aufgabe des Bauhofs und nur Notfälle die der Feuerwehr. Zudem streitet sich Aschenbrenner mit Nelz ums Geld: für die neuen lila Trikots des Fußballvereins sowie für unzählige Investitionen in den Fuhrpark der Feuerwehr, die schon seit Jahren anstehen. In der Kaiserstunde sitzt Frau von Waldenfels. Die Rentnerin fühlt sich „arbeitslos“ und schlägt Kaiser vor, einen Workshop zu leiten. Kaiser ist von „Schau was ich kann“ sofort Feuer und Flamme. | 14. März 2008    | Christine Ostermayer als Antonia von Waldenfels |
| 8          | 1.08      | Weiber                          | Feuerwehrkommandant Aschenbrenner bringt die aufgebrachte Irma Sagstetter auf die Gemeinde, nachdem diese mehrere Zeitungsständer angezündet hatte. Stein des Anstoßes sind Aktfotos auf den Titelseiten der Zeitungen, denen ihr siebenjähriger Enkel Karli an der Bushaltestelle beim Warten auf den Schulbus ausgesetzt sei. Erst Rosi Specht kann sie beruhigen und erklärt ihr, wie die Zeitungen im Ständer gefaltet sind. Sagstetters Enkel Karli kann die Aktfotos erst sehen, wenn er die Zeitungen aus dem Ständer nimmt und aufschlägt. Specht empfiehlt ihr, mit ihrem Enkel ein ernstes Wort zu reden. Andi Kaiser verfolgt inzwischen mit viel Energie „Schau was ich kann“, um Bürger der Gemeinde aus der Arbeitslosigkeit in die Kunst zu bringen. Sehr zum Leidwesen des Kämmerers Nelz, der sich dann auch lautstark mit Frau von Waldenfels über die Finanzierung des Workshops streitet.                                                                                                | 28. März 2008    | Bettina Mittendorfer als Irma Sagstetter, Christine Ostermayer als Antonia von Waldenfels                                                                                           |
| 9          | 1.09      | Schotten dicht                  | In Schexing steht der Besuch durch die schottische Partnergemeinde Eyenose ins Haus. Nelz und Gänselmayr möchten den Besuch gerne nutzen, um – hinter dem Rücken von Specht und Kaiser – die insolvente Brauerei „Gockelbräu“ an einen schottischen Biotechnologiekonzern zu verkaufen. Derweil streitet sich Bürgermeister Kaiser mit Feuerwehrkommandant und Kapellmeister Aschenbrenner, ob man zur Begrüßung der Gäste lieber Mull of Kintyre singen oder den Bayerischen Defiliermarsch spielen sollte. Beim Empfang läuft einiges schief und Kaiser ist stinksauer, weil er nichts von den Verkaufsplänen in Sachen „Gockelbräu“ weiß und sein Vater wieder einmal die Finger im Spiel hat. Anmerkung: Die im Briefkopf der Chattan Biotech Ltd. Angegebene Postleitzahl „AD45 3YJ“ gibt es im Vereinigten Königreich nicht. Die angegebene Vorwahl 0043 ist die von Österreich. | 4. Apr. 2008     | Nick McCarthy als Robert Chattan, Bob Ross als George Chattan, Ines-Marie Jaeger als Schottin sowie Claymore pipes and drums aus München als schottische Musikkapelle und Statisten |
| 10         | 1.10      | Ein Wolf im Schaf               | Der Besuch der schottischen Partnergemeinde Eyenose ist in vollem Gange und läuft mehr und mehr aus dem Ruder. Kaiser, der sich wie das fünfte Rad am Wagen fühlt, macht sich auf den Weg zum Hof seines Vaters. An der Ohrmarke hat er sofort erkannt, dass das Schaf, das ihm eigentlich die Schotten als „Gastgeschenk“ überreicht hatten, eigentlich dem alten Schex gehört. In der Zwischenzeit nehmen die Geschwister Hummel in Sachen Partnerbesuch das Heft in die Hand und eröffnen Kämmerer Nelz zudem, dass aus dem geplanten Verkauf des „Gockelbräu“ an die Chattan Biotech Ltd. nichts wird. Denn diesen wollen die Geschwister Hummel und der alte Schex kaufen. Nach einer Aussprache mit seinem Vater bekommt Kaiser von diesem den Vorschlag, mit einem Teil seines Erbes den „Gockelbräu“ zu kaufen. | 11. Apr. 2008    | Nick McCarthy als Robert Chattan, Bob Ross als George Chattan, Ines-Marie Jaeger als Schottin sowie Claymore pipes and drums aus München als schottische Musikkapelle und Statisten |
| 11         | 1.11      | Der unsinnige Donnerstag        | Es ist Unsinniger Donnerstag. Eugen Gänselmayr kommt mit Krücke und einem verstauchten Knöchel zur Arbeit und ist überhaupt nicht in Faschingsstimmung. Er erwägt eine Anzeige gegen seinen Vermieter, da dieser – trotz mehrerer Aufforderungen – ein Loch im Gehweg nicht hätte beseitigen lassen. Zur gleichen Zeit sitzt Beatrix Habersatter – verkleidet als Katze – beim Bürgermeister, da ihr einziger Sohn beinahe im Angerweiher ertrunken wäre. Die Schuld sieht sie bei Eugen Gänselmayr, weil sie und die Leiterin des Kindergartens ihn bereits viele Male aufgefordert hatten, einen Zaun um den Angerweiher bauen zu lassen. | 18. Apr. 2008    | Jule Ronstedt als Beatrix Habersatter |
| 12         | 1.12      | Frühlingsluft                   | Der Zaun um den Angerweiher, den Kaiser wegen Gefahr im Verzug bauen ließ, sorgt in der Gemeinde für Probleme. Die nachträglich eingereichte Baugenehmigung wurde vom Landrat, dem Kaiser in der ersten Folge den Ehrenpreis der Gemeinde verweigerte, abgelehnt. Die Gemeinde wird unter Androhung einer Anzeige aufgefordert, den Schwarzbau wieder zu entfernen. Kurz vor der Gemeinderatssitzung überschlagen sich die Ereignisse. Kaiser lässt sich von seinem Vater einen Teil seines Erbes auszahlen, um den Gockelbräu zu kaufen. Nelz will heimlich den Gemeindestier Bruno verkaufen, was die weiblichen Gemeindemitarbeiter gegen ihn aufbringt. Und zum Entsetzen von Rosi Specht taucht plötzlich die Landratsgattin auf. Diese hat von Kaisers Plänen, den Gockelbräu zu kaufen, Wind bekommen. Und bietet ihm nun ihre Dienste als Braumeisterin an. | 25. Apr. 2008    | |

## Zweite Staffel
| Nr. (ges.) | Nr. (St.) | Originaltitel         | Zusammenfassung | Erstausstrahlung | Gastdarsteller |
| ---------- | --------- | --------------------- | --- | ---------------- | --- |
| 13         | 2.01      | Traumtänzer           | Die Sache mit dem Gemeindestier ist noch nicht ausgestanden. Die weiblichen Gemeindemitarbeiter veranstalten einen Flohmarkt. So wollen sie das nötige Geld zusammenbekommen, um der Gemeinde den Stier abzukaufen. Dann soll er auf einen Gnadenhof. Als der alte Schex den angeblich zeugungsunfähigen Stier sieht, hat er eigene Pläne. Nachdem er sich von der Potenz des Stiers überzeugt hat, kauft er diesen der Gemeinde für den Schlachtpreis von 1900 Euro ab und nimmt ihn mit auf seinen Hof. | 2. Mai 2008      | |
| 14         | 2.02      | Oans nachm andern     | Bürgermeister Kaiser wird wegen seiner andauernden Einmischungen und vor allem wegen seiner eigenständigen Arbeitsweise mehr und mehr zum Ärgernis für Kämmerer Nelz. Als der Verkauf des „Gockelbräu“ ansteht, sieht Nelz seine Chance gekommen. Denn Kaiser und sein Vater wollen 51 % der Anteile erwerben und Kaiser als Bürgermeister käme damit in einem Interessenkonflikt. Neben der Vorteilsnahme im Amt gibt es einen Strafantrag des Landrats gegen Kaiser in Sachen Angerweiher. Beiden Vorwürfen entgegnet Kaiser jedoch souverän. Dem Landrat führt er vor Augen, wie schlecht es sich für seinen Wechsel in die Landespolitik macht, wenn er mit seinem Handeln Menschenleben in Gefahr bringt. Beim Gockelbräu wird Kaiser nur stiller Teilhaber. Für seine Amtszeit als Bürgermeister überträgt er die Gewinnansprüche an die Gemeinde, Vorwürfe der Vorteilsnahme im Amt sind damit nichtig. | 9. Mai 2008      | Horst Kummeth als Landrat Gabriel Herbst |
| 15         | 2.03      | Abseits               | Hermann Nelz soll bei der Hochzeit des Sohnes seiner Schwester den Trauzeugen machen. Er hat weder Lust auf die Hochzeit noch auf seine Schwester. Und auch nicht auf seine Kollegin Spitzauer, die ihm beim Binden seiner Fliege viel zu nahe kommt. Als der Bräutigam dann auf die Frage, ob er seine Braut heiraten möchte, aus Spaß mit „nein“ antwortet, verweigert Rosi Specht in ihrer Funktion als Standesbeamtin die Trauung und beendet die Zeremonie. Auf den Vorschlag des Bräutigams, die Trauung in eine andere Gemeinde zu verlegen sagt dann die Braut nein, trennt sich von ihrem Bräutigam und verlässt das Rathaus. | 16. Mai 2008     | Sara Sommerfeldt als Doris Rabl, Wowo Habdank als Werner Friedrich Scheibengraber, Wilfried Labmeier als Vater Scheibengraber und Gundi Ellert als Mutter Scheibengraber                                                                                                   |
| 16         | 2.04      | Jede Menge Kröten     | Andi Kaiser will die vielen eingelagerten, zum Teil schon fast antiquarischen Bücher der alten Gemeindebücherei wieder der Allgemeinheit zugänglich machen. Als Lydia Hell Geldscheine im Wert von insgesamt 4100 DM in mehreren Büchern findet, möchte Bürgermeister Kaiser dieses Geld als Startkapital für die neue Bücherei verwenden. Kämmerer Nelz sieht jedoch nur die Folgekosten und will das Geld Matthias Wacker, dem Sohn des verstorbenen Leiters der Bücherei, als Erbe auszahlen. Diese Idee war jedoch keine Gute. Wacker nimmt das Geld, schenkt der Gemeinde aber als „Starthilfe“ für die neue Bücherei die private Buchsammlung seines Vaters, die etwa die zehnfache Menge der Bücher in der Gemeinde umfasst. | 23. Mai 2008     | Katharina Müller-Elmau als Jutta Seeberger und Roland von Kummant als Matthias Wacker |
| 17         | 2.05      | Himmelfahrt           | Beim Schexinger Stadtfest wurde eine Ballonfahrt verlost. Die Ermittlung des Gewinners gestaltet sich jedoch als schwierig. Als sich im letzten Moment noch ein Gewinner findet, scheitert dieser wegen seiner Körperfülle am Besteigen des Ballonkorbs. Kurzerhand nehmen Nelz und Spitzauer die Ballonfahrt wahr. Die Hummel-Schwestern wollen für ihren verstorbenen Onkel einen Leichenpass beantragen, um seine sterblichen Überreste zu einem Krematorium nach Österreich überführen zu lassen. Dort soll die Asche zu einem Diamanten gepresst werden. So wollen die Schwestern den hohen Betrag, den ihr Onkel für seine Beerdigung bestimmt hatte, möglichst gut „investieren“. Kaiser gibt ihnen jedoch den Rat, ihren Onkel in Schexing bestatten zu lassen und über die Trauerfeier – ausgerichtet im eigenen Restaurant – das Geld indirekt zu bekommen. | 30. Mai 2008     | |
| 18         | 2.06      | Gemein.de             | In der Gemeinde sollen Fotos für den Internetauftritt gemacht werden. Dass Andi Kaiser für jeden Mitarbeiter ein T-Shirt mit einem aufgedruckten Buchstaben bestellt hat und daraus SCHEXING formen möchte, stößt nicht gerade auf Begeisterung. Vor allem nicht bei der Auszubildenden Lydia Hell. Da Schexing nur acht Buchstaben hat, bekommt sie kein T-Shirt und soll auch nicht mit auf das Foto. Weil ihre Kollegen so gemein zu ihr waren, malt sie kurzerhand statt www.schexing-gemeinde.de www.schexing-gemein.de auf das Schild. | 6. Juni 2008     | |
| 19         | 2.07      | Einfach weg           | Eine Gruppe Künstler mit Musikern und Artisten taucht am Platz vor dem Schexinger Rathaus auf. Der zuständige Mitarbeiter Gänselmayr vom Ordnungsamt ist im Urlaub und Kämmerer Nelz möchte die Truppe möglichst schnell wieder loswerden. Nachdem Simon Fellermeier den Bus der Künstler – einen alten MAN-Bus – repariert hat, kommt er auch auf den Geschmack und schließt sich als Fahrer der Truppe an, damit deren Fahrer ein paar Tage freinehmen kann. Auch Rosi ist von dem Straßenmaler so beeindruckt, dass sie sich von diesem überreden lässt, die Künstler übers Wochenende zu begleiten. Zu ihrer Überraschung sitzt auch Bürgermeister Kaiser im Bus, der ebenfalls ein bisschen mitfahren möchte. | 20. Juni 2008    | Peps Zoller als Taschendieb, Markus Anton als Straßenmaler, Marc Vogel als Pantomime, Markus Brandl als Busfahrer Xanti, Andreas Nickl als Sprecher der Künstlergruppe und die Revelling Crooks als Künstler                                                               |
| 20         | 2.08      | Alte Zeiten           | Andi, Rosi und Simon sind mit den Künstlern unterwegs. Es dauert aber nicht lange, bis Rosi die Entscheidung bereut und aus dem Bus flüchtet. Andi tut es ihr gleich und da die beiden nichts anderes im Sinn haben als zu streiten, lässt Simon sie stehen und fährt mit der Künstlergruppe weiter. Andi und Rosi machen sich zu Fuß auf den Heimweg, bis plötzlich Doris Rabl mit einem LKW der Gemeinde vorbeikommt. Da im Bauhof die Steuerfahndung ist, fahren die drei Simon hinterher und können ihn überreden, mit ihnen zurück nach Schexing zu fahren. | 27. Juni 2008    | Peps Zoller als Taschendieb, Markus Anton als Straßenmaler, Marc Vogel als Pantomime, Markus Brandl als Busfahrer Xanti, Andreas Nickl als Sprecher der Künstlergruppe und die Revelling Crooks als Künstler, Tom Mandl als Autofahrer und Sara Sommerfeldt als Doris Rabl |
| 21         | 2.09      | Der Mittelpunkt       | Rosi und Doris schlagen sich noch mit den Nachwirkungen der Steuerfahndung im Bauhof auseinander und versuchen, Simons acht Jahre chaotisch oder gar nicht gemachte Buchführung irgendwie auf Vordermann bringen. Außerdem erscheint Frau Hahnreiter mit Reporterin Raschke auf der Gemeinde. Sie will sich beschweren, weil im Hummelwirt ab sofort Kinder unter zwölf Jahren keinen Zutritt mehr haben. Im Gespräch mit Lydia Hell und den inzwischen ebenfalls anwesenden Hummel-Schwestern stellt sich heraus, dass der Sohn von Frau Hahnreiter – wie viele andere Kinder auch – sich nicht zu benehmen wusste und in diesem Fall sogar für einen erheblichen Schaden im Lokal gesorgt hat. Lydia Hell denkt dann laut darüber nach, wie wenig Lust Kinder auf einen Restaurantbesuch haben und bringt die Geschwister Hummel auf die Idee, einen separaten Raum einzurichten. Nur für Kinder, in dem sie nach Lust und Laune toben können und wo sie auch kaum etwas kaputtmachen können. | 4. Juli 2008     | Sara Sommerfeldt als Doris Rabl und Nanette Kurz als Frau Hahnreiter |
| 22         | 2.10      | Bis zur nächsten Flut | Herr und Frau Thomsen haben seit 20 Jahren ihren Wohnwagen auf dem Hof vom Bauern Hattinger abgestellt und nutzen diesen einige Wochen im Jahr, um auf dessen Hof im eigenen Wohnwagen Urlaub zu machen. Nachdem das Ehepaar von der Gemeinde einen Steuerbescheid über 400 Euro für einen Zweitwohnsitz bekommen hat, ist Herr Thomsen derart verärgert, dass er mit Frau und Wohnwagen zurück nach Klanxbüll in Nordfriesland fahren möchte. Nachdem es beinahe zu einer Rauferei zwischen dem Hattinger und den Gemeindemitarbeitern Nelz und Gänselmayr kommt, Tamara zurück nach Georgien will, Herr Thomsen vom Polizisten Meir eine Anzeige wegen Beamtenbeleidigung bekommen soll und die Müllabfuhr Teile des Inventars des Wohnwagens als Sperrmüll entsorgt, schaltet sich Kaiser ein. Die Thomsens erhalten 400 Euro als Entschädigung für ihr Inventar, anzurechnen auf den Steuerbescheid. Außerdem verfügt er, dass die Zweitwohnungssteuer zuerst im Gemeinderat verhandelt wird. Er lädt die Thomsens auf zwei Wochen Urlaub in Schexing ein und bringt den Wohnwagen mit seinem Traktor zurück auf den Hof vom Hattinger. | 4. Juli 2008     | Jens Weisser als Herr Thomsen, Karin Heine als Frau Thomsen, Nino Wijnbergen-Shatberashvili als Tamara Tschawtschawadze und Jockel Tschiersch als Georg Hattinger |

## Dritte Staffel
| Nr. (ges.) | Nr. (St.) | Originaltitel                     | Zusammenfassung | Erstausstrahlung | Gastdarsteller |
| ---------- | --------- | --------------------------------- | --- | ---------------- | --- |
| 23         | 3.01      | Wenn, dann                        | Bruno Laubinger erscheint auf der Gemeinde und beschwert sich. Er hatte zum zweiten Mal an der gleichen Stelle auf der Landstraße einen Verkehrsunfall. Er sieht die Gemeinde in der Pflicht, da an der Stelle der Mais bis zur Fahrbahn wächst und diese an Kreuzungen nicht einsehbar ist. Bei einem Ortstermin mit dem Bürgermeister, Eugen Gänselmayr, Simon Fellermeier und Reporterin Raschke taucht aus dem Maisfeld plötzlich die Ornithologin Bettina Waller auf, die dort den seltenen Bienenfresser vermutet. | 8. Okt. 2009     | Markus Langer als Bruno Laubinger und Alexandra Schnaubelt als Bettina Waller |
| 24         | 3.02      | Die großen und die kleinen Sachen | Der zum Expeditionsfahrzeug umgebaute Unimog des Günther Resch ist dessen Nachbarn ein Dorn im Auge. Sowohl die Größe als auch die kreative Bemalung. Dass die Straßenverkehrsordnung nicht nach optischen Gesichtspunkten urteilt, hat Eugen Gänselmayr den Nachbarn schon mehrere Male mitgeteilt. Diese lassen jedoch nicht locker, weshalb sich Kaiser persönlich um die Sache kümmert und zu einer Aussprache gemeinsam mit dem Eigentümer Resch lädt. Kurz darauf stürmt Feuerwehrkommandant Aschenbrenner in die Sitzung: der Unimog ist ausgebrannt. Der fehlende Nachbar Zweier wird verdächtigt, Tatsachen geschaffen zu haben. Mit dem fatalen Ergebnis, dass Aschenbrenner nun Resch den ausgemusterten „kleinen“ Rüstwagen der Feuerwehr zum Kauf anbietet. Der noch größer als dessen bisheriges Fahrzeug ist. In der Zwischenzeit taucht Hannelore Herbst ganz aufgelöst im Fundbüro auf und sucht verzweifelt einen Kleinbildfilm, den sie verloren hat. | .                | Silke Popp als Wally, Angela Ascher als Frau Morow, Thomas Darchinger als Herr Morow, Markus Neumaier als Karl Schuberth, Joram Voelklein als Herr Zweier und Ferdinand Dörfler als Günther Resch                             |
| 25         | 3.03      | Mein Schexing                     | Die Gemeinde hat einen Malwettbewerb in der Grundschule veranstaltet. Die fünf Besten Arbeiten sollen als Ansichtskarten gedruckt werden. Die Kosten übernimmt die Gemeinde und die Erlöse sollen für den neuen Spielplatz der Schule verwendet werden. Kämmerer Nelz ist überhaupt nicht begeistert davon, dass Bürgermeister Kaiser ohne Rücksprache ein Loch in seine Gemeindefinanzen reißt. Und so sucht dieser Mittel und Wege, diese zu stopfen. Mittels „Streetmarketing“ will er – entgegen der üblichen Vorgehensweise – Straßennamen an solvente Bürger verkaufen. Prompt spricht Sägewerksbesitzer Brathe bei Nelz in dieser Sache vor. Die neue Straße, in der seine Ex-Frau mit ihrem neuen Freund ein Haus beziehen möchte, soll seinen Namen tragen. Rosis Intervention und der Hinweis auf Bestechlichkeit und Vetternwirtschaft können Nelz nicht von seinem Vorhaben abbringen. Als jedoch die Straße als „Ring“ benannt und in Zukunft gemäß üblicher Schreibweise nicht Brathe-Ring, sondern Brathering heißen soll, nimmt der Sägewerksbesitzer von der Idee des Namenskaufs wieder Abstand. | 15. Okt. 2009    | Thomas Limpinsel als Sebastian Brathe, Jakob Xaver Altinger als Maxl |
| 26         | 3.04      | Ganz genau                        | Walter Schmidt, auch besser bekannt als „Paragrafen-Schmidt“ ist kein gern gesehener Gast in der Gemeinde Schexing. An diesem Tag hat er den Fall illegaler Müllentsorgung aufgedeckt. Weil er den Fall schnellstmöglich geklärt haben möchte, kümmert sich Kämmerer Nelz darum. Mit dem Ergebnis, dass Schmidt in Zukunft immer mit seinen Anzeigen und Hinweisen zu Verfehlungen und Ordnungswidrigkeiten bei Nelz vorsprechen möchte und bereits die ersten Fälle mitgebracht hat. | .                | Silke Popp als Wally, Roland Hefter als Bauarbeiter, Ernst-Georg Schwill als Walter Schmidt und Sabine Oberhorner als Annika Jäger                                                                                            |
| 27         | 3.05      | Väter und Söhne                   | Bei der Jagdversammlung der Jagdgenossenschaft im Rathaus Schexing soll der neue Jagdherr gewählt werden. Jagdaufseher Hilpert will die Jagd gerne an einen Jäger aus der Gegend vergeben und sucht die Unterstützung von Bürgermeister Kaiser, da er für die Gemeinde die größte Grundfläche im Revier vertritt. Außerdem will Hilpert um jeden Preis verhindern, dass eine Frau neue Jagdherrin in Schexing wird und schlägt Bauer Hattinger als neuen Jagdherren vor. Unterdessen erscheinen Sepp Heilmeier jun. und sen. vom Hauser-Hof auf der Gemeinde. Der Senior sitzt bei Kämmerer Nelz und schimpft über seinen Sohn, wie schlecht der den Hof seit der Übergabe vor zwei Jahren führe. Der Junior beantragt bei Rosi Specht im Standesamt eine Namensänderung auf Hartl, den Geburtsnamen seiner Mutter. Denn sein Vater – der den gleichen Namen trägt wie er – würde in seinem Namen Geschäfte tätigen und den Hof ruinieren. | 22. Okt. 2009    | Gerhard Wittmann als Jagdaufseher Anton Hilpert, Jockel Tschiersch als Georg Hattinger, Gerhart Lippert als Joseph Heilmeier sen. und Michael Altinger als Joseph Heilmeier jun.                                              |
| 28         | 3.06      | Nachhilfe                         | In einem landkreisweiten Vergleich haben die Bürger das Rathaus Schexing auf den letzten Platz gewählt. Die Mitarbeiter wurden dabei mit mangelhaft bewertet. Beauftragt hat den Vergleich Landrat Herbst, für den Schexing und Bürgermeister Kaiser ein rotes Tuch sind. Dass die Mitarbeiter dies erst aus einem aufgebauschten Bericht der Zeitung erfahren und obendrein an einem vom Landrat in Auftrag gegebenen Seminar teilnehmen sollen, trägt nicht zum Betriebsklima in der Verwaltung bei. Als die Gemeindemitarbeiter im Ratssaal über die Teilnahme am Seminar beraten, erscheint Herr Posch und stellt lautstark Forderungen zur Nutzung seiner Grabstelle, über die er sich zuvor schon mit dem Mesner Albert am Friedhof gestritten hatte. Als eine weitere Person im Ratssaal erscheint, reißt Kaiser – der vom Zeitungsbericht, der Diskussion mit seinen Mitarbeitern und nun noch von Posch extrem genervt ist – der Geduldsfaden und wirft die Dame hinaus. Nicht wissend, dass es sich dabei um die Seminarleiterin gehandelt hat. | .                | Silke Popp als Wally, Wolfi Fischer als Mesner Albert Stroh, Robert Meyer als Walter Posch und Simona Sbaffi als Franziska Saar                                                                                               |
| 29         | 3.07      | Zwischendurch                     | Rosi und Andi wollen gemeinsam auf die Beerdigung von Fritz Soleder gehen. Als sie im Begriff sind, das Rathaus zu verlassen, kommt Kämmerer Nelz atemlos in die Gemeinde. Während der Aussegnung hat der Bauhof den Glascontainer am Friedhof geleert und es kam zum Eklat. Hans Soleder stürmt in die Gemeinde zum zuständigen Mitarbeiter Gänselmayr vom Ordnungsamt und es kommt zu einer handfesten Auseinandersetzung, in die bald noch Soleders Sohn, seine Frau und Polizist Meir verwickelt sind. Nachdem sich Bürgermeister Kaiser nicht zum Eingreifen entscheiden kann, geht der alte Schex dazwischen und trennt die Streithähne. Und zur großen Überraschung von Andi Kaiser taucht plötzlich seine Mutter in der Gemeinde auf. | 29. Okt. 2009    | Johannes Herrschmann als Hans Soleder, Sebastian Edtbauer als Hermann Soleder, Jutta Schmuttermaier als Frau Soleder, Wolfi Fischer als Mesner Albert Stroh, Alfons Schuhbeck als Pfarrer und Christiane Krüger als Ulli Bach |
| 30         | 3.08      | Ein geschenkter Tag               | Fritz Soleder ist noch nicht beerdigt und im Ratssaal sitzt die Beerdigungsgesellschaft bei der vom Schex ausgerichteten Brotzeit. In der Zwischenzeit feiert Mesner Albert mit seinem alten Freund Fritz Soleder alleine und zwei Flaschen Bier am Friedhof Abschied. Eine für sich und eine für den alten Soleder. Da dieser aber sein Bier nicht mehr trinken kann, trinkt schließlich Albert es für seinen alten Freund. Als es noch zwei weitere Male im Ratssaal zum Streit und zu Handgreiflichkeiten kommt, beerdigen der alte Schex, Mesner Albert und der Pfarrer den Fritz Soleder alleine. | .                | Wolfi Fischer als Mesner Albert Stroh, Johannes Herrschmann als Hans Soleder, Sebastian Edtbauer als Hermann Soleder, Jutta Schmuttermaier als Frau Soleder und Alfons Schuhbeck als Pfarrer                                  |
| 31         | 3.09      | Im Fall der Fälle                 | In der Gemeinderatssitzung in Schexing dreht sich alle um den Neubau der Mehrzweckhalle. Der Vorschlag der Kirche, die neue Halle „Blasiushalle“ zu nennen, stößt dort nicht auf große Freude. Der alte Schex hat sowieso andere Pläne. Schexing, so sagt er, existiert in erster Linie weil seine Familie – die Bauern des Schex-Hofs – hart gearbeitet und vieles aufgebaut hätten. Deshalb soll die neue Halle „Schexhalle“ heißen. Dies will er sich auch etwas kosten lassen und stellt einen Zuschuss in Höhe von 10.000 Euro in Aussicht. Kämmerer Nelz setzt alles daran, dies zu verhindern. Doch dann erscheint Bankmitarbeiter Gabler in der Gemeinde. Kämmerer Nelz hat außerhalb seiner Kompetenz Gelder der Gemeinde in Zinsderivaten angelegt und damit 175.000 Euro verloren. | 5. Nov. 2009     | Wolfi Fischer als Mesner Albert Stroh, Florian Karlheim als Fred Gabler und Ulrich Boris Pöppl als Gemeinderatsmitglied |
| 32         | 3.10      | Alles dahin                       | Lange währt die Freude bei Kämmerer Nelz darüber, dass er dem alten Schex in Sachen „Schexhalle“ die Meinung gesagt hat, nicht. Als ihn Rosi Specht mit den fehlenden 175.000 Euro konfrontiert, betrinkt er sich im Aufenthaltsraum der Gemeinde. Als Retter in der Not erweist sich wieder der alte Schex. Kaiser bietet seinem Vater an, seinen Namen an der neuen „Schexhalle“ für den fehlenden Betrag in der Gemeindekasse anbringen zu lassen. 25.000 Euro für den Namen und 150.000 Euro als Beteiligung. 10 % Anteil ist dem Schex zu wenig, am Ende einigt man sich auf eine Summe von 200.000 Euro und 15 % Beteiligung. Nelz sieht sich mit der Tatsache konfrontiert, dass er wieder gegen den alten Schex verloren hat und dieser und sein Sohn seiner Meinung nach stückchenweise die ganze Gemeinde und das Rathaus in Besitz nehmen. Er kündigt an, seine restlichen sechs Wochen Urlaub zu nehmen und anschließend in Pension zu gehen. Rosi Specht ist über die „Monopolyspielchen“ des Bürgermeisters ebenso verärgert und beschließt, ihre Stelle als Geschäftsführerin ruhen zu lassen und Fred Gabler zu begleiten. Dieser hat seine Stelle bei der Bank gekündigt und will ein halbes oder ein ganzes Jahr sein Leben genießen und segeln gehen. | .                | Wolfi Fischer als Mesner Albert Stroh und Florian Karlheim als Fred Gabler |

## Vierte Staffel
| Nr. (ges.) | Nr. (St.) | Originaltitel            | Zusammenfassung | Erstausstrahlung | Gastdarsteller |
| ---------- | --------- | ------------------------ | --- | ---------------- | --- |
| 33         | 4.01      | Ich bin nicht da         | Ein Flugblatt der Gemeinde kommt beim Bauhofsleiter Fellermeier gar nicht gut an. Vor allem, weil er vorher nicht informiert wurde. Aber mit dem Inhalt ist er auch nicht einverstanden. Dass die Mitarbeiter des Bauhofs kein Trinkgeld mehr annehmen dürften versteht er als Unterstellung, sie wären bestechlich. Und so beschließt er, nur noch Dienst nach Vorschrift zu machen und stellt Geschäftsführerin Specht zur Rede. Doch die kann auch nicht mehr tun, als die Vorgaben des Landratsamtes umzusetzen. Außerdem bereitet sie sich auf den mehrmonatigen Segeltörn mit Fred Gabler vor und möchte deshalb offene Fälle noch abschließen. Reporterin Raschke bohrt beim Bürgermeister und bei Kämmerer Nelz wegen des fehlenden Betrags in der Gemeindekasse nach und erhält keine zufriedenstellenden Antworten, auch mit dem Hinweis auf den baldigen Pensionsbeginn des Kämmerers. Als Kaiser ihr auf die Frage nach der Nachfolge entgegnet er werde – gegebenenfalls mit Unterstützung seines Vaters – die Finanzen der Gemeinde verwalten lehnt Nelz einen Ruhestand rundheraus ab und verkündet, weiterhin als Kämmerer der Gemeinde tätig zu sein. Währenddessen biedern sich Traudl Meir, Centa Spitzauer und Lydia Hell beim Bürgermeister an, um nach Rosis Abschied Geschäftsführerin der Gemeinde zu werden. | 11. Nov. 2010    | Ernst Hannawald, Maria Hafner und Felix Hellmann als Bauhofkunden; Nikol Voigtländer und Ulla Geiger als Herr und Frau Welter                                                                    |
| 34         | 4.02      | Ein anderer Wind         | Die Sache mit den „Trinkgeldern“ im Bau- und Wertstoffhof ist noch nicht ausgestanden. Die von Kaiser kurzerhand eingeführte Gebühr für Überschreitung der Höchstmengen ist in der Praxis auf die Schnelle nicht so einfach umzusetzen. Sorgen macht sich Kaiser außerdem um das Ehepaar Welter. Diese haben aus unbekannten Gründen einen großen Teil ihrer Möbel von einem Bekannten zum Wertstoffhof bringen lassen und sind seitdem verschwunden. Außerdem kündigt Kaiser an, dass in der Gemeinde in Zukunft „ein anderer Wind“ wehen wird, sobald Specht als Geschäftsführerin nicht mehr da ist. Er ist mit der Arbeitsmoral der Mitarbeiter gar nicht zufrieden. | .                | Ernst Hannawald und Felix Hellmann als Bauhofkunden, Florian Karlheim als Fred Gabler, Nikol Voigtländer und Ulla Geiger als Herr und Frau Welter und Michael Altinger als Joseph Heilmeier jun. |
| 35         | 4.03      | Bläd glaffa              | Nachdem Rosi Schexing mit Fred Gabler verlassen hat, muss Kaiser die Verhältnisse in der Gemeindeverwaltung ordnen. Er kündigt an, die Geschäftsleitung zu übernehmen. Und da sie ihre Prüfungen mit einem sehr guten Notendurchschnitt geschafft hat, soll Lydia Hell als Angestellte übernommen und Kaisers rechte Hand werden. Sehr zum Missfallen von Centa und Traudl, die sich natürlich Hoffnungen auf die Stelle als Geschäftsführerin der Gemeinde gemacht haben. Derweil will Kämmerer Nelz aus der Geschäftsidee des Hauser Sepp – die Vermietung von Kühen zu therapeutischen Zwecken – Kapital für die Gemeinde schlagen. Als jedoch die junge Mutter Karin Bäuml als Unterstützung für den Jungbauern auf der Gemeinde erscheint, hat Nelz nur noch Augen für diese und die Geschäfte werden zur Nebensache. | 18. Nov. 2010    | Michael Altinger als Joseph Heilmeier jun., Florian Karlheim als Fred Gabler und Julia Koschitz als Karin Bäuml                                                                                  |
| 36         | 4.04      | Die schöne Inderin       | In Schexing macht sich die Schöne Inderin breit. Für Simon Fellermeier und den Bauhof ein Kampf gegen Windmühlen. Außerdem stehen die maroden Gullydeckel auf der Tagesordnung des Schexinger Gemeinderates. Doch anstatt an der Sitzung teilzunehmen flirtet Kämmerer Nelz lieber mit der jungen Mutter Bäuml. Sophie Hummel geht jedoch dazwischen. Nachdem diese aus ihrer Gaststätte ein exklusives Essen für die beiden geliefert hat, setzt sie sich kurzerhand dazu und schlägt sich auf die Seite von Bäuml um Nelz von einer Gewerbesteuerbefreiung für die Kuhvermietung zu überzeugen. Schwester Anni Hummel macht inzwischen in der Gemeinderatssitzung ihrem Ärger über das invasive Springkraut aus Indien Luft, findet aber kaum Gehör. Und Lydia Hell staunt nicht schlecht, als sie am Morgen nach der Gemeinderatssitzung Kaiser schlafend und mit Hannelore Herbst im Arm in seinem Büro findet. | .                | Julia Koschitz als Karin Bäuml, Michael Altinger als Joseph Heilmeier jun.; Harry Täschner, Thomas Kress und Hanno Sollacher als Gemeinderatsmitglieder bzw. Bürger in der Gemeinderatssitzung   |
| 37         | 4.05      | Keine Details            | Die Bierprobe mit Hannelore Herbst nach der Gemeinderatssitzung ist etwas aus dem Ruder gelaufen. Kaiser wacht neben Herbst mit einem Kater auf und kann sich kaum an etwas erinnern. Herbst hingegen erklärt ihm, er hätte ihr das Du und das Amt der Geschäftsführerin der Gemeinde angeboten. Centa und Traudl sind weiterhin extrem eifersüchtig auf Lydia und glauben weiterhin, sie säße auf dem Posten der Geschäftsführerin. Deshalb wälzen sie mit Genuss jegliche Arbeit, die nur im entferntesten in den Aufgabenbereich der Geschäftsführung fallen könnte, an die frisch ausgelernte Kollegin ab. Auch Eugen Gänselmayr beteiligt sich, hat sich jedoch ohne das Wissen der Anderen mit Hannelore Herbst verbündet. Ziel war, Kaiser und Hell mürbe zu machen, bis Kaiser die Geschäftsführerin des „Gockelbräu“ auch zur Geschäftsführerin der Gemeinde macht. | 25. Nov. 2010    | Judith Richter als Frau Sattler und Sebastian Fischer als namentlich nicht genannter Bürger |
| 38         | 4.06      | Meuterei                 | Eugen Gänselmayr zettelt in der Gemeinde immer noch eine Meuterei an. Er droht Bürgermeister Kaiser sogar damit, auch die Arbeit niederzulegen, bis die Gemeinde wieder eine Geschäftsleitung hat. In seiner Not denkt Kaiser dann tatsächlich darüber nach, Hannelore Herbst – jedenfalls vorübergehend – zur Geschäftsführerin zu machen. Gänselmayr hat aber ein Auge auf Herbst geworfen. Er hofft, dass diese nach einem klärenden Gespräch mit Kaiser, noch bei ihm im Ordnungsamt vorbeikommt, um auf den Erfolg anzustoßen. | .                | |
| 39         | 4.07      | Tradition und Spaß       | Eugen Gänselmayr ist nicht begeistert, als Christoph Krämer bei ihm im Ordnungsamt wegen einer Genehmigung vorspricht. Der Düsseldorfer ist mit seiner Familie wegen der Arbeit nach Bayern gezogen und möchte nun beim Sommerfest des Kindergartens eine Aufführung machen. Besonders abweisend wird Gänselmayr, als Krämer die Worte Kultur und Schuhplattler in den Raum stellt. Der Ordnungsamtsleiter befürchtet, dass sich „ein paar Zuagroaste“ (Bairisch für „Zugezogene“) über das bayerische Brauchtum lustig machen und lehnt Krämers Antrag ab. Krämer lässt jedoch nicht locker und versucht, Kaiser von seiner Idee zu überzeugen. Gänselmayr hingegen ruft seine Cousine, die strenge und sehr traditionsbewusste Heimatpflegerin Sandra Fehlinger an, um seine Position zu stärken. Diese argumentiert auch, Tradition habe nichts mit „nur Spaß haben“ zu tun und lehnt es ab, dass sich die „Rheinländer“ beim Sommerfest des Kindergartens über die Einheimischen lustig machten. Zudem weil es keinen Trachtenverein mehr in Schexing gäbe und laut Statuten des Verbandes nur ein Verein öffentlich schuhplatteln dürfe. Am Ende ist jedoch Gänselmayr überzeugt und auch Centa und Gustav wollen die „schöne, alte Zeit“ wieder aufleben lassen. Sie schließen sich mit Traudl, deren Mann und Lydia den Rheinländern an und gründen – mit Kaiser als Vorstand – wieder einen Trachtenverein. | 2. Dez. 2010     | Maik Solbach als Christoph Krämer, Corinna Binzer als Sandra Fehlinger, Andreas Huber und Thomas Laurent als Preisrichter sowie die Wendelsteiner Musikanten und Schuhplattler                   |
| 40         | 4.08      | Geht nicht, gibt's nicht | Statt Kaiserstunde muss sich der Bürgermeister mit zwei Anzeigen herumschlagen. Ordnungsamtsleiter Gänselmayr hat die Geschwister Hummel im Namen der Gemeinde angezeigt, weil diese für ihre Gäste ein Bonussystem für Strafzettel wegen Falschparkens eingeführt haben. Die Geschwister Hummel haben im Gegenzug Traudl Meir angezeigt. Diese hatte in einer geliehenen Politessenuniform parkende Autos vor dem Hummelwirt kontrolliert. Kaiser erklärt Gänselmayrs Anzeige als ungültig, weil diese Amtshandlung seine Kompetenzen als Ordnungsamtsleiter überschreitet. Und die Geschwister Hummel kann er im Anschluss auch überzeugen, ihre Anzeige zurückzuziehen. | .                | |
| 41         | 4.09      | Bei uns                  | Hannelore Herbst hat zum Schexinger Bürgerforum geladen. Das Thema ist „Hat Heimat Zukunft – Probleme unserer Region“. Nach einem zufälligen Zusammentreffen in der Sauna beim Weinfest in Blindham und einem anschließenden Glas Champagner erhofft oder erwartet sich Eugen Gänselmayr von Hannelore Herbst mehr als nur eine rein geschäftliche Beziehung. Diese ist aber von Gänselmayrs plumpen Annäherungsversuchen wenig beeindruckt, weshalb dieser mit einer kleinen Erpressung nachhelfen möchte. Als sich Herbst an Kaiser wendet, hat dieser für sie und Gänselmayr nur Gelächter übrig. Kurz bevor das Forum beginnt, erscheint die aufgelöste Lisa auf der Gemeinde und erzählt Kämmerer Nelz und Simon Fellermeier vom Tod ihrer Mutter und dass sie jetzt ganz alleine auf dem Heindlhof sei. | 9. Dez. 2010     | Corinna Binzer als Sandra Fehlinger |
| 42         | 4.10      | Neue Wege                | Das Bürgerforum ist in vollem Gange. Kaiser erweitert das Motto um „neue Wege“. Zudem verkündet er, dass Traudl Meir ab sofort auch offiziell die Parkraumüberwachung in Schexing übernimmt. Dann ergreift sofort Heimatpflegerin Fehlinger das Wort. Vor dem Hintergrund von Heimat und Tradition möchte sie vor allem die Bairische Sprache fördern und Schexing zur Tschüs-freien Zone erklären. Es dauert nicht lange, bis ein großer Teil der Schexinger Bürger genug gehört hat und das Forum verlässt. Derweil schüttet Lisa Kämmerer Nelz und Simon Fellermeier ihr Herz aus. Nachdem ihm die Schulden über den Kopf gewachsen waren, hat ihr Vater ihrer Mutter die Schuld an der Misere gegeben. Er verfiel dem Alkohol und war keine zwei Jahre später tot. Mutter und Tochter haben danach sieben Jahre lang versucht, alleine den Hof wieder auf Vordermann zu bringen und die Schulden zu tilgen. Da sie alleine keinen anderen Weg sieht, versucht Lisa nun mit der Hilfe von Nelz und Fellermeier einen Tag nach dem Tod der Mutter den Hof zu verkaufen. Heimatpflegerin Fehlinger möchte gern ein Bauernmuseum im alten Heindlhof von 1438 einrichten und die Hummel-Schwestern das Anwesen für ihr neues Konzept „Relaxing in Schexing“ kaufen. Herbst rät Bürgermeister Kaiser, den Hof im Namen der Gemeinde zu kaufen. Anders als sonst hat er sofort die anwesenden Mitglieder des Gemeinderats und vor allem Kämmerer Nelz auf seiner Seite. Als Problem erweist sich jedoch, dass zwei alte Schuldscheine in Höhe von 35.000 DM und 25.000 Euro von Lisas Vater zugunsten des alten Schex in den Unterlagen auftauchen. Als Kaiser und Herbst am nächsten Tag nach einer gemeinsam verbrachten Nacht wieder zur Gemeinde fahren wollen, steigt plötzlich Rosi Specht hinten im Auto ein. | .                | Corinna Binzer als Sandra Fehlinger |

## Fünfte Staffel
| Nr. (ges.) | Nr. (St.) | Originaltitel          | Zusammenfassung | Erstausstrahlung | Gastdarsteller |
| ---------- | --------- | ---------------------- | --- | ---------------- | --- |
| 43         | 5.01      | Alles anders           | Es herrscht betretene Stille, nachdem Rosi Specht zu Kaiser und Herbst ins Auto gestiegen ist. Rosi fängt jedoch an zu lachen, denn sie hätte ein Déjà-vu. In der ersten Folge saß Rosi mit ihrem damaligen Geliebten, dem Landrat Herbst, im Auto und dessen Gattin, die jetzt vorne bei Kaiser sitzt, stieg hinten ins Auto ein. Zurück im Rathaus muss Rosi mit Erschrecken feststellen, dass Herbst in ihrer Abwesenheit zur Geschäftsführerin der Gemeinde ernannt wurde. Von der Neugestaltung der Räumlichkeiten ist sie ebenso wenig begeistert wie von der Tatsache, dass Traudl neben ihrer Arbeit in der Gemeinde jetzt auch noch die Parkraumüberwachung in Schexing übernehmen soll. Als sie dann noch sieht, dass sich Lydia Hell in ihrem Büro breitgemacht hat, ist das Fass kurz vorm Überlaufen. | 17. Nov. 2011    | |
| 44         | 5.02      | Aufn Punkt             | Kaiser, Fellermeier und Nelz finden sich auf dem Heindlhof bei Lisa Deimer ein. Der alte Schex ist schon vor Ort und sofort kommt es zum Kräftemessen zwischen Vater und Sohn. Am Ende stellt sich jedoch heraus, dass beide ähnliche Ideen haben und die gleichen Ziele verfolgen. Und so zieht sich der alte Schex in den Hintergrund zurück, dass sein Sohn in der Funktion als Bürgermeister die Ideen als die der Gemeinde auf den Weg bringen kann. In der Zwischenzeit kommt es in der Gemeinde zum ersten Aufeinandertreffen und Kräftemessen zwischen Specht und Herbst. Rosi sieht sich als rechtmäßige Geschäftsführerin der Gemeinde, während Herbst dieses Amt ebenso für sich in Anspruch nimmt. Denn sie hat einen vom Bürgermeister unterschriebenen, unbefristeten Arbeitsvertrag. Nach dem Schlichten eines Streits zwischen Mesner Albert und Frau Sternecker kommt es zur Aussprache zwischen Specht und Herbst. | .                | Wolfi Fischer als Mesner Albert Stroh und Petra Berndt als Renate Sternecker                                                                                                  |
| 45         | 5.03      | Einfach dreifach       | Nach der Aussprache zwischen Specht und Herbst begegnen sich diese mit Respekt und ziehen – was die Geschäfte der Gemeinde betrifft – an einem Strang. Dass sich die beiden nun anscheinend recht gut verstehen, wird für Kaiser mehr und mehr zum Problem. Denn er muss sich entscheiden, ob er diese Dreiecksbeziehung weiterhin will, im Geschäftlichen und vor allem im Privaten. Als Herbst im Beisein von Reporterin Raschke das neue Schaltersystem in der Gemeine vorstellen will, erscheint der renitente Dankwart Benesch auf der Gemeinde. Das Schaltersystem lehnt er ab, Herbst nimmt er als Geschäftsführerin nicht für voll und Raschke droht er mit rechtlichen Schritten, falls ein Bild von ihm im Zeitungsbericht erscheint. Als dann noch Beneschs Nachbar Rumpf auftaucht, sich lautstark mit Benesch über den Bambus an der Grundstücksgrenze streitet und Herbst vor der Presse und den Gemeindemitarbeitern beschimpft wird es Herbst zu viel und sie flüchtet sich in die Brauerei. Rosi hingegen freut sich diebisch über den Abgang der zweiten Geschäftsführerin und lädt Benesch und Rumpf auf die versprochene Brotzeit ein. Diese haben den Streit nur inszeniert, um Herbst aus der Gemeinde zu jagen. | 24. Nov. 2011    | Dietmar Mössmer als Dankwart Benesch und Johann Schuler als Hans Rumpf |
| 46         | 5.04      | Das Neue und das Alte  | Traudl nimmt ihre neue Aufgabe als Politesse der Gemeinde ernst. Und als sie ein Fahrzeug sieht, das im Haltverbot in einer Ladezone parkt, ruft sie kurzerhand den Abschleppdienst. Was sie nicht weiß: abschleppen fällt in den Aufgabenbereich der Polizei. In der Zwischenzeit findet in der Gemeinde eine Besprechung statt. Rosi arbeitet die Vorgänge auf, die in ihrer Abwesenheit die Gemeindeverwaltung beschäftigt haben. Die neue Schalteranlage, die Übernahme von Lydia Hell in ein Angestelltenverhältnis, der Vertrag für Geschäftsführerin Herbst sowie die Beteiligung am Heindlhof sind Vorgänge, die alle vom Gemeinderat hätten abgesegnet werden müssen. Rosi ist in ihrer Funktion als Geschäftsführerin der Gemeinde entschlossen, diese Dinge – auch im Nachhinein – vorschriftsmäßig genehmigen oder eben ablehnen zu lassen. | .                | |
| 47         | 5.05      | Um alles und nichts    | Als Polizist Hans Meir den Abschleppdienst, den seine Frau Traudl angefordert hatte, zurückschickt und kurz darauf wieder anfordert, hängt im Hause Meir der Haussegen schief. Zudem wollen die Hummel-Schwestern, dass das Auto, das in ihrer Ladezone steht, nicht abgeschleppt wird. Als sich herausstellt, dass der Wagen Kämmerer Nelz gehört, bestehen die Hummel-Schwestern darauf, dass der Wagen aus ihrer Ladezone entfernt wird. Der Fahrer des Abschleppwagens ist von dem ewigen hin und her so genervt, dass er den Wagen wieder zurück in die Ladezone stellt und zurück in seine Firma fährt. | 1. Dez. 2011     | Ercan Karacayli als Abschleppwagenfahrer |
| 48         | 5.06      | Nicht öffentlich       | Rosi Specht macht Ernst in Sachen nachträgliche Genehmigungen durch den Gemeinderat und hat zu einer nicht öffentlichen Sitzung geladen. Ein Gemeinderatsmitglied stellt sogleich den Antrag, über eine Dienstaufsichtsbeschwerde gegen Bürgermeister Kaiser und der Bitte um Suspendierung durch das Landratsamt abzustimmen. Bevor es zur Abstimmung kommt, stürmen die Schexinger Bauern unter der Leitung vom Hauser Sepp in die nicht öffentliche Sitzung, um ihre Kundgebung durchzuführen. Ordnungsamtsleiter Gänselmayr hatte keine Genehmigung erteilt, diese vor dem Rathaus abzuhalten. | .                | Michael Altinger als Joseph Heilmeier; Kathrin Ackermann und Josef Thalmaier als wartende Bürger; Hans Stadlbauer, Corinna Binzer und Peter Albers als Gemeinderatsmitglieder |
| 49         | 5.07      | Schnell oder gar nicht | Kaiser nutzt die Kundgebung der Bauern. Er folgt dem Rat seines Vaters und stellt sich hinter deren Protest, um die Schexinger Bauern zu einen und eine Interessensvertretung zu gründen. Der Antrag für eine Dienstaufsichtsbeschwerde geht knapp – dank Kaisers eigener Stimme – mit 7:6 Stimmen zu seinen Gunsten aus. Kaiser führt den Protestzug der Bauern in die Landeshauptstadt an und schafft es tatsächlich, gemeinsam mit allen Schexinger Bauern die Interessensvertretung ins Leben zu rufen. Rosi Specht kämpft weiterhin mit harten Bandagen und fordert Kämmerer Nelz schriftlich auf, zu den Zinsverlusten durch Spekulationsgeschäfte in Höhe von 175.000 Euro Stellung zu beziehen. Außerdem kündigt sie an, selbst die Dienstaufsichtsbeschwerde gegen Kaiser einzureichen. | 8. Dez. 2011     | Michael Altinger als Joseph Heilmeier und Nina Sayek als Freundin vom alten Schex; Hans Stadlbauer, Corinna Binzer und Peter Albers als Gemeinderatsmitglieder                |
| 50         | 5.08      | Eine gute Bekannte     | Der alte Schex hat seinem Sohn die Leitung des Gutshofes übertragen, solange er mit seiner neuen Freundin unterwegs ist. Und so zieht Andi Kaiser wieder in das Haus ein, aus dem er vor 18 Jahren vor seinem Vater geflohen ist. Andi ist jedoch unsicher, ob er lieber Bürgermeister oder Bauer sein möchte. In der Zwischenzeit erscheint Fred Gabler auf der Gemeinde. Er vertritt internationale Investoren, die mit 285 Millionen Euro einen riesigen Freizeitpark aus den Wiesen der Schexinger Bauern machen wollen. Mit den Zinsverlusten des Kämmerers Nelz und der drohenden Dienstaufsichtsbeschwerde gegen Bürgermeister Kaiser möchte Gabler seinen Plänen Nachdruck verleihen. Zu allem Überfluss wollen nun auch noch Rosi Specht und Fred Gabler heiraten und Kaiser soll die Trauung leiten. | .                | Hansi Kraus als Knecht Georg, Andreas Buntscheck als Blumenbote und Florian Karlheim als Fred Gabler; Claudia Mabell, Rudi Gall und Eva-Maria Reichert als Bürger im Rathaus  |